# Santiago Arias
Santiago Arias Naranjo (Medellín, 13 de enero de 1992) es un futbolista colombiano. Juega como defensa y actualmente se encuentra en el E. C. Bahia de la Serie A de Brasil. Es internacional absoluto con la selección de Colombia. 

## Trayectoria

### La Equidad
Santiago fue formado en la cantera del equipo bogotano La Equidad donde demostró ser un jugador desequilibrante con grandes habilidades. Debutó como profesional en el Torneo Finalización 2009 frente al Deportes Tolima, teniendo una exitosa temporada en La Equidad y jugando 28 partidos, además de contar con un gran rendimiento en la Copa Mundial Sub-20 2011 realizada en Colombia.

### Sporting de Lisboa
Fue fichado en junio de 2011 por el Sporting de Lisboa de Portugal. Pese a su gran habilidad como lateral, no logró consolidarse como titular en el club, jugó sólo 7 partidos con la plantilla principal, la mayor parte del tiempo jugó en el Sporting de Lisboa B, donde fue titular en 28 partidos y anotó 1 gol.

### PSV Eindhoven
En julio de 2013 se confirmó su traspaso al PSV Eindhoven de la Eredivisie neerlandesa por cuatro temporadas, a cambio de 1,6 millones de euros, firmando una cláusula de rescisión de 12 millones de euros siendo ya representado por el portugués. Arias debutó con 21 años el 13 de agosto de 2013 con el PSV Eindhoven vistiendo la camiseta número 13, jugando como titular todo el partido ante el ADO Den Haag en la victoria 3-2 de su equipo. Jugó 25 partidos como titular con el PSV en la Eredivisie, marcando un gol importante contra el Twente, haciendo el 3.er gol del PSV Eindhoven en la victoria 3-2.
Se consagró campeón por primera vez en Europa en la Eredivisie 2014/15 con su equipo el PSV Eindhoven con tres fechas de anticipación tras 8 años de sequía, Arias fue uno de los artífices de este título colaborando en defensa y en su calidad de ataque.

#### Temporada 2015-16
Para la temporada 2015-16, Arias juega por primera vez en su carrera la Liga de Campeones clasificándose además como cabeza de serie en el bombo 1 junto a los otros 7 campeones de las 8 mejores ligas europeas.
Empezó la temporada en la Supercopa de los Países Bajos siendo titular y ganando el partido 3 a 0 a Groningen consagrándose campeón y siendo fundamental asistiendo en uno de los goles.
El 15 de septiembre de 2015 se estrenó en la Liga de Campeones en la victoria 2-1 sobre el histórico Manchester United jugando todo el partido.

#### Temporada 2016-17
Su primer gol en la Liga de Campeones lo haría el 1 de noviembre marcando el único gol de su club en la derrota como locales 1-2 frente al Bayern Múnich. El 14 de mayo le da la victoria a su equipo 2 a 1 sobre el PEC Zwolle.

#### Temporada 2017-18
El 27 de enero de 2018 marca su primer gol de la temporada sentenciando al minuto 90 la victoria final 2 a 0 sobre el FC Twente, el 17 de febrero marca su segundo gol de la temporada en el empate a dos goles frente a Sportclub Heerenveen, el 25 de febrero vuelve y marca el la victoria 3 a 1 como visitantes en casa del Feyenoord de Róterdam.
El 8 de mayo de 2018 fue elegido como el mejor jugador de la liga neerlandesa 2017/18.

### Atlético de Madrid
El 31 de julio de 2018 se hizo oficial su traspaso al Atlético de Madrid de la Primera División de España. Debutó oficialmente el 1 de septiembre en la derrota 2-0 en su visita al Celta de Vigo ingresando en el segundo tiempo.
El 25 de septiembre de 2019 debutó en la temporada en la victoria 2 por 0 como visitantes sobre el R. C. D. Mallorca.
En agosto de 2022, y tras dos cesiones poco fructíferas, rescindió su contrato con el equipo colchonero.

#### Cesiones
El 24 de septiembre de 2020 fue cedido con opción de compra al Bayer Leverkusen una temporada. Debuta el 3 de octubre como titular en el empate a un gol como visitantes ante el VfB Stuttgart. En octubre de 2020 sufrió una delicada lesión con la Selección Colombia, que lo marginó de las canchas por largo tiempo, siendo operado nuevamente en mayo de 2021.
El 30 de agosto de 2021 se confirmó su cesión al Granada C. F. hasta final de temporada. En mayo de 2022 jugó ante el Celta de Vigo tras cinco meses sin actividad.

### FC Cincinnati
El 9 de febrero de 2023 se confirma su fichaje por el FC Cincinnati llegando como agente libre. El 25 de febrero regresó a las canchas tras nueve meses de inactividad y fue una de las figuras en el triunfo del FC Cincinnati por 2-1 sobre Houston Dynamo.

## Selección nacional

### Categorías inferiores
Con la selección de Colombia sub-17 hizo parte del equipo que logró el cuarto lugar en la Copa Mundial de Fútbol Sub-17 de 2009 disputada en Nigeria. Fue de los mejores jugadores en ese mundial para Colombia, jugando todos los partidos (que en total son 7) debido a sus buenas actuaciones como lateral en la selección juvenil, Arias llegó a ser comparado con el astro Brasileño Maicon, hasta el punto de ser pretendido por el Inter de Milán, Junto con James Rodríguez, Luis Fernando Muriel y Cristian Bonilla fueron los mejores jugadores de esa selección que forjó estrellas colombianas.
Arias jugaría 9 partidos en el Campeonato Sudamericano Juvenil 2011 con la selección de Colombia Sub-20. Debido a sus grandes actuaciones, Eduardo Lara lo convocaría para jugar el Torneo Esperanzas de Toulon 2011 disputado en Francia, en este torneo, Arias jugaría los 5 partidos con Colombia y quedaría de campeón del torneo. Hizo parte de la convocatoria para jugar el Mundial Sub-20 de 2011 disputado en Colombia, donde jugaría todos los partidos con su selección (5) y anotaría 1 gol frente a Francia en la Fase de grupos.

#### Goles internacionales
| # | Fecha               | Lugar                                               | Rival   | Gol | Resultado | Competición                           |
| - | ------------------- | --------------------------------------------------- | ------- | --- | --------- | ------------------------------------- |
| 1 | 30 de julio de 2011 | Estadio Nemesio Camacho El Campín, Bogotá, Colombia | Francia | 4-1 | 4-1       | Copa Mundial de Fútbol Sub-20 de 2011 |

#### Participaciones en Copas del Mundo Juveniles
| Mundial                     | Sede     | Resultado        | Partidos | Goles |
| --------------------------- | -------- | ---------------- | -------- | ----- |
| Copa Mundial Sub-17 de 2009 | Nigeria  | Cuarto lugar     | 7        | 0     |
| Copa Mundial Sub-20 de 2011 | Colombia | Cuartos de final | 4        | 1     |

### Selección absoluta
Debido a la lesión de Camilo Zúñiga, Arias fue convocado por José Pékerman el 6 de octubre para la doble fecha final de eliminatorias al campeonato mundial de Brasil 2014 frente a Chile y Paraguay. El 11 de octubre la selección de Colombia empata 3 a 3 frente a Chile con lo cual se clasifica a la Copa del Mundo de 2014, a pesar de no jugar el partido, es parte del equipo que obtuvo la clasificación. El 14 de octubre, el técnico José Pékerman en rueda de prensa confirmó que para el partido frente a la selección de Paraguay sería el titular en la defensa nacional siendo el primer partido con la selección nacional.
Jugó su segundo partido con la selección mayor frente a la selección de Bélgica el 14 de noviembre de 2013. Posteriormente en esta misma gira de amistosos del seleccionado colombiano, fue titular el 19 de noviembre ante la selección de los Países Bajos.
El 13 de mayo de 2014 fue incluido por el entrenador de la selección cafetera José Pékerman en la lista preliminar de 30 jugadores para disputar la Copa Mundial de Fútbol de 2014. Finalmente, fue seleccionado en la nómina definitiva de 23 jugadores el 2 de junio.
El 11 de mayo del 2015 fue seleccionado por José Pékerman en los 30 pre-convocados para disputar la Copa América 2015.
Fue seleccionado en la nómina definitiva de 23 jugadores el 30 de mayo.
En 2016, fue convocado para la Copa América Centenario en Estados Unidos, en la que fue expulsado en el partido por el tercer lugar ante los locales.
El 14 de mayo de 2018 fue incluido por el entrenador José Pekerman en la lista preliminar de 35 jugadores para disputar la Copa Mundial de Fútbol de 2018. Finalmente fue seleccionado en la lista final de 23 jugadores jugando los cuatro partidos como titular, cayendo eliminados por penales en octavos de final frente a Inglaterra.
El 30 de mayo quedó seleccionado en la lista final de 23 jugadores que disputaran la Copa América 2019 en Brasil.
El 9 de octubre sufre una lesión de gravedad en el debut de las Eliminatorias a Catar 2022 al minuto nueve del partido contra Venezuela sufriendo luxación de articulación del tobillo izquierdo.

#### Participaciones enEliminatorias al Mundial
| Eliminatoria                               | Sede                            | Posición  | Resultado   | Partidos | Goles |
| ------------------------------------------ | ------------------------------- | --------- | ----------- | -------- | ----- |
| Eliminatorias Mundial de Brasil 2014       | Brasil                          | 2.º lugar | Clasificado | 1        | 0     |
| Eliminatorias Mundial de Rusia 2018        | Rusia                           | 4.º lugar | Clasificado | 13       | 0     |
| Eliminatorias Mundial de Catar 2022        | Catar                           | 6.º lugar | Eliminado   | 1        | 0     |
| Eliminatorias Mundial de Norteamérica 2026 | Estados Unidos, México y Canadá | 6.º lugar | En disputa  | 3        | 0     |

#### Participaciones enCopas del Mundo
| Mundial                | Sede   | Resultado        | Partidos | Goles |
| ---------------------- | ------ | ---------------- | -------- | ----- |
| Mundial de Brasil 2014 | Brasil | Cuartos de final | 3        | 0     |
| Mundial de Rusia 2018  | Rusia  | Octavos de final | 4        | 0     |

#### Participaciones enCopas América
| Copa                    | Sede           | Resultado        | Partidos | Goles |
| ----------------------- | -------------- | ---------------- | -------- | ----- |
| Copa América 2015       | Chile          | Cuartos de final | 2        | 0     |
| Copa América Centenario | Estados Unidos | Tercer lugar     | 5        | 0     |
| Copa América 2019       | Brasil         | Cuartos de final | 2        | 0     |
| Copa América 2024       | Estados Unidos | Subcampeón       | 3        | 0     |

## Estadísticas

### Clubes
Actualizado al último partido disputado el 9 de abril de 2025.
| Club                            | Div.          | Temporada     | Liga  | Liga  | Liga   | Copas nacionales | Copas nacionales | Copas nacionales | Copas internacionales | Copas internacionales | Copas internacionales | Total | Total | Total  |
| Club                            | Div.          | Temporada     | Part. | Goles | Asist. | Part.            | Goles            | Asist.           | Part.                 | Goles                 | Asist.                | Part. | Goles | Asist. |
| ------------------------------- | ------------- | ------------- | ----- | ----- | ------ | ---------------- | ---------------- | ---------------- | --------------------- | --------------------- | --------------------- | ----- | ----- | ------ |
| La Equidad · Colombia           | 1.ª           | 2009          | 13    | 0     | 0      | -                | -                | -                | -                     | -                     | -                     | 13    | 0     | 0      |
| La Equidad · Colombia           | 1.ª           | 2010          | 7     | 0     | -      | -                | -                | -                | -                     | -                     | -                     | 7     | 0     | 0      |
| La Equidad · Colombia           | 1.ª           | 2011          | 8     | 0     | -      | -                | -                | -                | -                     | -                     | -                     | 8     | 0     | 0      |
| La Equidad · Colombia           | Total club    | Total club    | 28    | 0     | 0      | 0                | 0                | 0                | 0                     | 0                     | 0                     | 28    | 0     | 0      |
| Sporting de Lisboa Portugal     | 1.ª           | 2011-12       | 6     | 0     | 1      | 2                | 0                | 0                | -                     | -                     | -                     | 8     | 0     | 1      |
| Sporting de Lisboa Portugal     | 1.ª           | 2012-13       | 1     | 0     | 0      | 1                | 0                | 0                | -                     | -                     | -                     | 2     | 0     | 0      |
| Sporting de Lisboa Portugal     | Total club    | Total club    | 7     | 0     | 1      | 3                | 0                | 0                | 0                     | 0                     | 0                     | 10    | 0     | 1      |
| Sporting de Lisboa B Portugal   | 2.ª           | 2012-13       | 28    | 1     | 5      | -                | -                | -                | -                     | -                     | -                     | 28    | 1     | 5      |
| Sporting de Lisboa B Portugal   | Total club    | Total club    | 28    | 1     | 5      | 0                | 0                | 0                | 0                     | 0                     | 0                     | 28    | 1     | 5      |
| PSV Eindhoven · Países Bajos    | 1.ª           | 2013-14       | 25    | 1     | 3      | 1                | 0                | 1                | 6                     | 0                     | 0                     | 32    | 1     | 4      |
| PSV Eindhoven · Países Bajos    | 1.ª           | 2014-15       | 21    | 1     | 1      | 3                | 0                | 0                | 5                     | 0                     | 0                     | 29    | 1     | 1      |
| PSV Eindhoven · Países Bajos    | 1.ª           | 2015-16       | 32    | 3     | 3      | 4                | 0                | 1                | 6                     | 0                     | 0                     | 42    | 3     | 4      |
| PSV Eindhoven · Países Bajos    | 1.ª           | 2016-17       | 28    | 1     | 2      | 2                | 0                | 3                | 4                     | 1                     | 1                     | 34    | 2     | 6      |
| PSV Eindhoven · Países Bajos    | 1.ª           | 2017-18       | 30    | 3     | 6      | 3                | 0                | 0                | 2                     | 0                     | 0                     | 35    | 3     | 6      |
| PSV Eindhoven · Países Bajos    | Total club    | Total club    | 136   | 9     | 15     | 14               | 0                | 5                | 23                    | 1                     | 1                     | 173   | 10    | 21     |
| Atlético de Madrid · España     | 1.ª           | 2018-19       | 25    | 1     | 1      | 4                | 0                | 1                | 4                     | 0                     | 0                     | 33    | 1     | 2      |
| Atlético de Madrid · España     | 1.ª           | 2019-20       | 14    | 0     | 1      | 2                | 0                | 0                | 2                     | 0                     | 0                     | 18    | 0     | 1      |
| Atlético de Madrid · España     | Total club    | Total club    | 39    | 1     | 2      | 6                | 0                | 1                | 6                     | 0                     | 0                     | 51    | 1     | 3      |
| Bayer 04 Leverkusen · Alemania  | 1.ª           | 2020-21       | 1     | 0     | 0      | -                | -                | -                | -                     | -                     | -                     | 1     | 0     | 0      |
| Bayer 04 Leverkusen · Alemania  | Total club    | Total club    | 1     | 0     | 0      | 0                | 0                | 0                | 0                     | 0                     | 0                     | 1     | 0     | 0      |
| Granada C. F. · España          | 1.ª           | 2021-22       | 12    | 1     | 0      | 2                | 0                | 0                | -                     | -                     | -                     | 14    | 1     | 0      |
| Granada C. F. · España          | Total club    | Total club    | 12    | 1     | 0      | 2                | 0                | 0                | 0                     | 0                     | 0                     | 14    | 1     | 0      |
| F. C. Cincinnati Estados Unidos | 1.ª           | 2023          | 29    | 2     | 2      | 3                | 1                | 1                | -                     | -                     | -                     | 32    | 3     | 3      |
| F. C. Cincinnati Estados Unidos | Total club    | Total club    | 29    | 2     | 2      | 3                | 1                | 1                | 0                     | 0                     | 0                     | 32    | 3     | 3      |
| E. C. Bahia · Brasil            | 1.ª           | 2024          | 23    | 0     | 1      | 15               | 1                | 3                | -                     | -                     | -                     | 38    | 1     | 4      |
| E. C. Bahia · Brasil            | 1.ª           | 2025          | 0     | 0     | 0      | 6                | 1                | 0                | 2                     | 0                     | 0                     | 8     | 1     | 0      |
| E. C. Bahia · Brasil            | Total club    | Total club    | 23    | 0     | 1      | 21               | 2                | 3                | 2                     | 0                     | 0                     | 46    | 2     | 4      |
| Total carrera                   | Total carrera | Total carrera | 303   | 14    | 26     | 49               | 3                | 10               | 31                    | 1                     | 1                     | 383   | 18    | 38     |
| 1. 2.                           |               |               |       |       |        |                  |                  |                  |                       |                       |                       |       |       |        |

### Selección
Actualizado al último partido disputado el 15 de octubre de 2024.
| Selección           | Año   | Amistosos | Amistosos | Amistosos | Mundial | Mundial | Mundial | Continental | Continental | Continental | Total | Total | Total |
| Selección           | Año   | Part.     | Goles     | Asis.     | Part.   | Goles   | Asis.   | Part.       | Goles       | Asis.       | Part. | Goles | Asis. |
| ------------------- | ----- | --------- | --------- | --------- | ------- | ------- | ------- | ----------- | ----------- | ----------- | ----- | ----- | ----- |
| Sub-17 · Colombia   | 2009  | —         | —         | —         | 6       | 0       | 0       | —           | —           | —           | 6     | 0     | 0     |
| Sub-17 · Colombia   | Total | —         | —         | —         | 6       | 0       | 0       | —           | —           | —           | 6     | 0     | 0     |
| Sub-20 · Colombia   | 2011  | 2         | 0         | 0         | 4       | 1       | 1       | 9           | 0           | 0           | 15    | 1     | 1     |
| Sub-20 · Colombia   | Total | 2         | 0         | 0         | 4       | 1       | 1       | 9           | 0           | 0           | 15    | 1     | 1     |
| Absoluta · Colombia | 2013  | 2         | 0         | 0         | —       | —       | —       | 1           | 0           | 0           | 3     | 0     | 0     |
| Absoluta · Colombia | 2014  | 8         | 0         | 1         | 3       | 0       | 0       | —           | —           | —           | 11    | 0     | 1     |
| Absoluta · Colombia | 2015  | 1         | 0         | 0         | —       | —       | —       | 5           | 0           | 0           | 6     | 0     | 0     |
| Absoluta · Colombia | 2016  | 1         | 0         | 0         | —       | —       | —       | 10          | 0           | 1           | 11    | 0     | 1     |
| Absoluta · Colombia | 2017  | 2         | 0         | 0         | —       | —       | —       | 5           | 0           | 1           | 7     | 0     | 1     |
| Absoluta · Colombia | 2018  | 6         | 0         | 2         | 4       | 0       | 0       | —           | —           | —           | 10    | 0     | 2     |
| Absoluta · Colombia | 2019  | 3         | 0         | 0         | —       | —       | —       | 2           | 0           | 1           | 5     | 0     | 1     |
| Absoluta · Colombia | 2020  | —         | —         | —         | —       | —       | —       | 1           | 0           | 0           | 1     | 0     | 0     |
| Absoluta · Colombia | 2021  | —         | —         | —         | —       | —       | —       | —           | —           | —           | 0     | 0     | 0     |
| Absoluta · Colombia | 2022  | —         | —         | —         | —       | —       | —       | —           | —           | —           | 0     | 0     | 0     |
| Absoluta · Colombia | 2023  | —         | —         | —         | —       | —       | —       | 1           | 0           | 1           | 1     | 0     | 1     |
| Absoluta · Colombia | 2024  | 2         | 0         | 1         | —       | —       | —       | 5           | 0           | 0           | 7     | 0     | 1     |
| Absoluta · Colombia | Total | 25        | 0         | 4         | 7       | 0       | 0       | 30          | 0           | 4           | 62    | 0     | 8     |
| Total               | Total | 27        | 0         | 4         | 17      | 1       | 1       | 39          | 0           | 4           | 83    | 1     | 9     |

## Palmarés

### Campeonatos Estaduales
| Título            | Club                | Sede  | Año  |
| ----------------- | ------------------- | ----- | ---- |
| Campeonato Baiano | Esporte Clube Bahia | Bahía | 2025 |

### Títulos nacionales
| Título                        | Club          | País           | Año     |
| ----------------------------- | ------------- | -------------- | ------- |
| Eredivisie                    | PSV Eindhoven | Países Bajos   | 2014-15 |
| Supercopa de los Países Bajos | PSV Eindhoven | Países Bajos   | 2015    |
| Eredivisie                    | PSV Eindhoven | Países Bajos   | 2015-16 |
| Supercopa de los Países Bajos | PSV Eindhoven | Países Bajos   | 2016    |
| Eredivisie                    | PSV Eindhoven | Países Bajos   | 2017-18 |
| Supporters' Shield            | FC Cincinnati | Estados Unidos | 2023    |

### Títulos internacionales
| Título              | Club               | Sede   | Año  |
| ------------------- | ------------------ | ------ | ---- |
| Supercopa de Europa | Atlético de Madrid | Tallin | 2018 |

### Distinciones individuales
| Distinción                                  | Año  |
| ------------------------------------------- | ---- |
| Jugador Eredivisie del mes (marzo)          | 2018 |
| Once ideal de la temporada en la Eredivisie | 2018 |
| Mejor jugador de la Eredivisie 2017-18      | 2018 |